# Ударът (филм, 1981)
Вижте пояснителната страница за други значения на Ударът.
„Ударът“ е български игрален филм (драма) от 1981 година на режисьора Борислав Шаралиев, по сценарий на Николай Никифоров. Оператор е Венец Димитров. Музиката във филма е композирана от Стефан Драгостинов.

## Актьорски състав
- Любомир Младенов – Желю
- Коста Цонев – принц Кирил
- Иван Янчев – генерал Михов
- Стоян Стоев – министър-председателят Константин Муравиев
- Йордан Спиров – Бай Коста, член на Политбюро, от щаба на НОВА
- Анета Петровска – жената с кока, член на Политбюро
- Венелин Пехливанов – беловласият, член на Политбюро, от щаба на НОВА
- Живко Гарванов – Буров
- Борис Луканов – генерал Маринов
- Иван Несторов – Вергил Димов
- Иван Атанасов – Никола Мушанов
- Михаил Михайлов – Богдан Филов
- Илия Добрев – младия член на Политбюро
- Банко Банков – къдрокосият член на Политбюро
- Петър Димов – мустакатият член на Политбюро
- Илия Раев – Багрянов
- Иван Несторов
- Кристиан Симеонов
- Любомир Димитров – Димитър Гичев
- Светозар Неделчев – Борис Павлов
- Димитър Хаджиянев – Бекерле
- Иван Иванов – от щаба на НОВА
- Емил Джуров – Петър
- Петър Петров – Вранчев, от щаба на НОВА
- Васил Мирчовски – от щаба на НОВА
- Ириней Константинов – капитан Йолов
- Владимир Смирнов – капитан Ценов
- Георги Стоянов –
- Стефан Димитров – Стойчо Мошанов
- Стефан Попов – капитан Томов
- Анастас Попдимитров – командирът на Шопския отряд
- Пламен Чаров – Кимон Георгиев
- Динко Динев – Трендафилов
- Славчо Игнатов – Димо Казасов
- Любомир Кирилов – д-р Драмалиев
- Хари Тороманов – д-р Пашов
- Христо Рашков – майор Босилков
- Димитър Димитров – капитан Кацарски
- Кирил Върбанов – полковник Диков
- Светослав Карабойков – Станкулов
- Продан Нончев – Чавдаров
- Стефан Германов – Богданов
- Кристиян Симеонов – Сава Куцаров
- Славчо Митев – Марин Маринов
- Иван Джамбазов – Драганов, министър от старото правителство
- Константин Димчев (като К. Димчев)
- Ю. Савчев
- Георги Русев (като Г. Русев)
- Л. Петков
- Петър Чернев (като П. Чернев)
- Ил. Георгиев
- Димитър Стефанов (като Д. Стефанов)
- П. Сираков
- А. Попдимитров
- Д. Димитров
- Георги Джубрилов (като Г. Джубрилов)
- Н. Антонов
- В. Павлов
- В. Николов
- М. Коцев
- Т. Иванов
- Ч. Гергов
- К. Върбанов
- М. Пенчев
- И. Златарев
- Ст. Ганчев
- Иб. Орханов
- Георги Георгиев – Гочето (като Г. Георгиев)
- Н. Аврамов
- Владимир Русинов (като В. Русинов)
- Ст. Попов
- Ив. Дойчев
- И. Бодуров
- И. Стефанов
- К. Варийски
- Ст. Поляков
- О. Узунов
- Н. Хаджийски
- Л. Попов
- Ц. Ватев
- Г. Габровски
- В. Мезеклиев
- Р. Трайков
- Г. Тодоров
- И. Савов
- З. Минков
- Р. Блажев
- Г. Стоилов
- И. Веселинов
- Я. Янев
- Б. Боев
- А. Тонев
- М. Пашов
- Г. Гочев
- С. Монов
- Л. Бояджиев
- Д. Добрев
- К. Николов
- Г. Гайдарджиев
- Л. Ценов
- К. Байчев
- С. Атанасов
- Б. Рашев
- Г. Чернев
- В. Чушев
- Д. Туджаров
- Г. Топалов
- С. Станилов
- Б. Мечков
- Н. Тодоров

и други